# Friedrich Wilhelm von Mellenthin
Pour les articles homonymes, voir Mellenthin.
Friedrich Wilhelm von Mellenthin(6 février 1904 à Breslau - 28 juin 1997 à Johannesburg) est un Generalmajor allemand qui a servi au sein de la Heer dans la Wehrmacht pendant la Seconde Guerre mondiale.

## Biographie
Mellenthin naît le 30 août 1904 à Breslau, en province de Silésie, dans une vieille famille de Poméranie.
Il participe en septembre 1939 à l’invasion de la Pologne, avec le III. Armeekorps. De juin à août 1940, il sert à l’état-major de la 197e division d'infanterie lors de la bataille de France. De septembre 1940 à février 1941, il sert à l’état-major général dans la 1re armée allemande, dans le nord de la France. Par la suite, Mellenthin est envoyé en Afrique du Nord où, de juin 1941 à septembre 1942, il est affecté à l’état-major du Generaloberst Erwin Rommel, dans l'Afrikakorps. À l’automne 1942, il tombe malade et doit être rapatrié en Europe pour être hospitalisé en Bavière. Il sert de novembre 1942 à mai 1944 à l’état-major du 48e Panzerkorps sur le front de l'Est, en Russie ; là, il participe à l'encerclement de Stalingrad. Mellenthin participe ensuite à la bataille de Koursk, puis à celle de Kiev. Au printemps 1944, il participe aux combats dans l'ouest de l'Ukraine, notamment à Tarnopol.
En septembre 1944, von Mellenthin est transféré dans l’est de la France avec son chef, le Generaloberst Hermann Balck. Jusqu'en novembre, von Mellenthin sert comme chef d'état-major du groupe d'armées G sous les ordres de Balck. Il participe à la campagne de Lorraine sur une ligne de front qui s’étire du Luxembourg à la Suisse. Là, ses troupes sont engagées dans la région de Nancy et dans les Vosges, dans la bataille de Metz, puis sur la Sarre en Moselle.
Le général von Mellenthin est ensuite relevé de son commandement au début de décembre 1944, pour avoir autorisé ses troupes à battre en retraite dans ce secteur. Fin décembre 1944, il retrouve une affectation. Il est chargé de la 9e Panzerdivision au cours de la bataille des Ardennes. Là, sa division s’illustre au nord de Bastogne. Entre mars et mai 1945, il est nommé chef d'état-major de la 5e Panzer Armee, sous les ordres de Hasso von Manteuffel. Il défend alors le Reich dans la région de la Ruhr et autour de Cologne jusqu’à sa capture le 3 mai 1945.

### Après la guerre
Mellenthin est auteur du livre Panzer Battles, publié[Quand ?] par Oklahoma Press aux États-Unis. Ce livre devait notamment être lu par les officiers américains et anglais pendant la guerre froide.
Après la Seconde Guerre mondiale, il émigre en Afrique du Sud. Il devient actionnaire de Trek Airways (disparue en 1994) et directeur de la Lufthansa pour l'Afrique. Dans les années 1980, il donne des conférences au Pentagone et auprès de l’United States Marine Corps. Il est aussi auteur de divers livres militaires comme NATO under Attack. En 1969, il reçoit la croix fédérale du Mérite. 
Il décède le 28 juin 1997 à Johannesburg en Afrique du Sud.

## Décorations
- Médaille du Front de l'Est
- Croix allemande en Or le 26 août 1942 en tant que Oberstleutnant i.G. dans la Panzer-Armeeoberkommando Afrika
- 1969 la Croix fédérale du Merite ('Bundesverdienstkreuz')